# Yohei Uchino
Yohei Uchino (en japonés: 内野洋平, Uchino Yohei; Kobe, 12 de septiembre de 1982) es un deportista japonés que compite en ciclismo en la modalidad de BMX estilo libre. Consiguió una medalla de oro en los X Games Osaka 2025, en la prueba de flatland.

## Medallero internacional
| \| X Games de Verano \| X Games de Verano \| X Games de Verano \| X Games de Verano \| \| Año \| Lugar \| Medalla \| Prueba \| \| ----------------- \| ----------------- \| ----------------- \| ----------------- \| \| 2025 \| Osaka (Japón) \| Medalla de oro \| Flatland \| |               |                |          |
| X Games de Verano |               |                |          |
| Año | Lugar         | Medalla        | Prueba   |
| 2025 | Osaka (Japón) | Medalla de oro | Flatland |